# Tibor Nyilasi
Tibor Nyilasi (ur. 18 stycznia 1955 w Várpalocie) – węgierski piłkarz grający na pozycji pomocnika, później trener. Reprezentant Węgier.

## Kariera piłkarska
W Reprezentacji Węgier w latach 1975–1985 zagrał 70 razy i strzelił 32 gole. Uczestnik Mistrzostwach Świata w Piłce Nożnej 1978 i 1982.

## Sukcesy piłkarskie
- Tytuł króla strzelców ligi węgierskiej (1981)
- Tytuł króla strzelców ligi austriackiej (1984)
- Mistrzostwo Austrii (1984, 1985, 1986)
- Zwycięstwo w Pucharze Austrii (1986)